# John Fraser
John Alexander "Jack" Fraser (Hamilton, Ontario, 15 de desembre de 1881 - 8 de maig de 1959) va ser un futbolista canadenc que va competir a cavall del segle xix i el segle xx. El 1904 va prendre part en els Jocs Olímpics de Saint Louis, on guanyà la medalla d'or en la competició de futbol com a membre del Galt F.C., que representava el Canadà.